# Engelsestraat

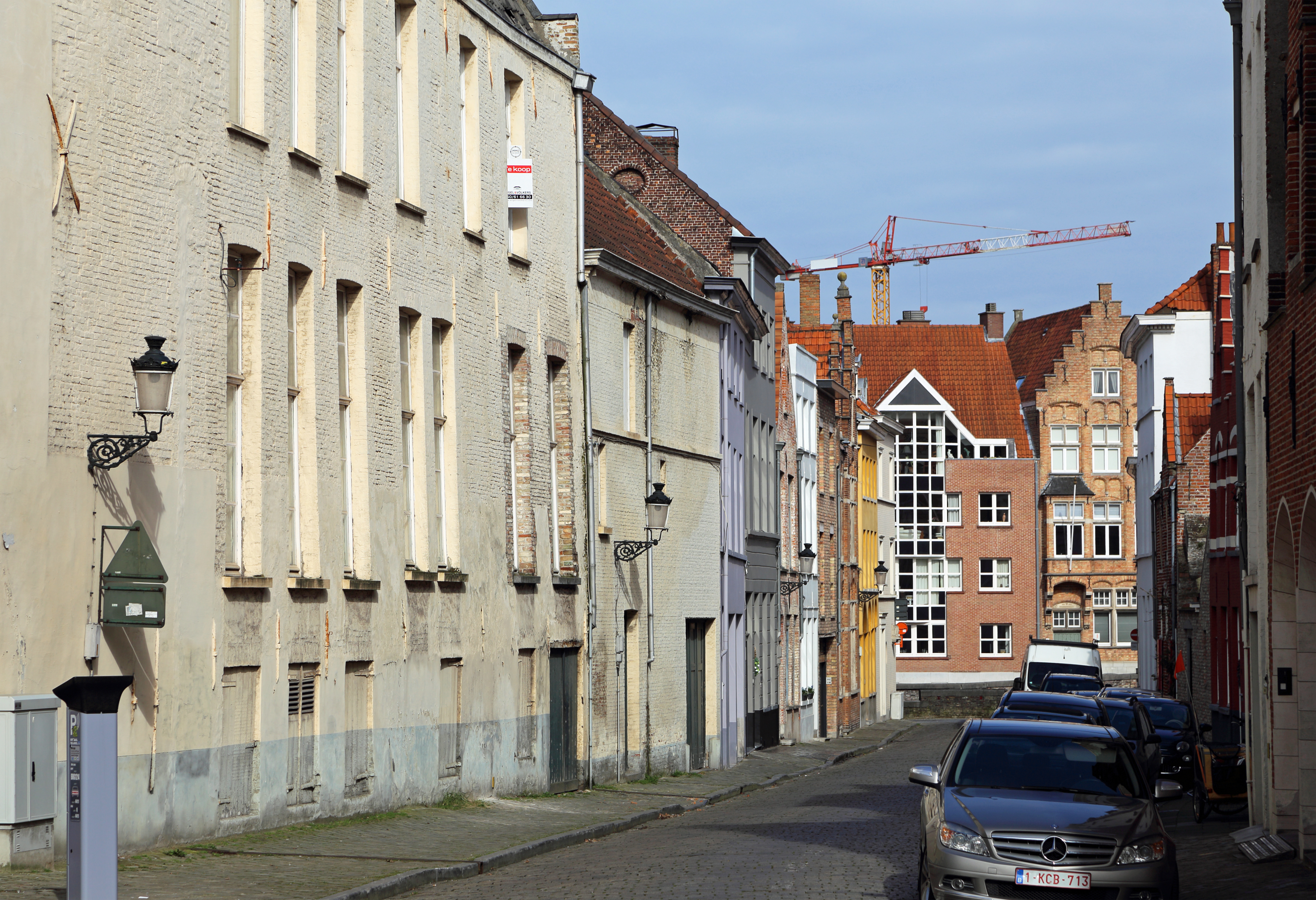

De Engelsestraat is een straat in Brugge.

## Beschrijving
Deze straatnaam herinnert aan de Engelse aanwezigheid in deze stadswijk. Aan de oostzijde stond, zeker al voor 1330, het Engelse weeghuis. Ook lag lange tijd het consulaat van Engeland in de buurt: van 1574 tot 1584 in het Hof van Rickenburch aan de overkant van de Koningsbrug over de reie, langs de Spiegelrei, daarna in het huis op de hoek van de Engelsestraat en de Sint-Jansstraat, dat nu Oud Inghelandt heet.
Op het kruispunt van de Engelsestraat en de Riddersstraat (Brugge) enerzijds, van de Sint-Jansstraat en de Korte Riddersstraat anderzijds, bevond zich in de 15de eeuw de Ingelsche Platse.
De straat loopt van de Spinolarei tot de Riddersstraat.